# Ptilinopus porphyraceus
Ptilinopus porphyraceus é uma espécie de ave da família Columbidae.
Pode ser encontrada nos seguintes países: Samoa Americana, Fiji, Ilhas Marshall, Micronésia, Niue, Samoa, Tonga e Wallis e Futuna.
Os seus habitats naturais são: florestas subtropicais ou tropicais húmidas de baixa altitude e florestas de mangal tropicais ou subtropicais.